# جنگ قلمرویی (اداره)
«جنگ قلمرویی» (به انگلیسی: Turf War) قسمت بیست و سوم و ماقبل آخر فصل هشتم مجموعۀ تلویزیونی کمدی آمریکایی اداره و به طور کلی قسمت ۱۷۵ سریال است. این قسمت ابتدا در ۳ می ۲۰۱۲ از ان‌بی‌سی پخش شد. «جنگ قلمرویی» توسط وارن لیبرشتاین و هالستد سالیوان نوشته شده‌ و دانیل چان کارگردانی آن را بر عهده داشته‌است. بازیگران مهمان قسمت کریس باوئر، اندی باکلی و دن کستلانتا هستند.
این سریال که به عنوان یک مستند واقعی ارائه می‌شود، زندگی روزمرۀ کارمندان دفتری در اسکرانتون، پنسیلوانیا، شعبۀ شرکت تخیلی کاغذ داندر میفلین را به تصویر می‌کشد. در این قسمت، رابرت کالیفرنیا (جیمز اسپیدر) در حالت مستی شعبه‌ای را در بینگهمتون تعطیل می‌کند و جیم هالپرت (جان کرازینسکی) و دوایت شروت (رین ویلسون) باید از فروشنده‌ای به نام هری ژانرونه (کریس باوئر) از شعبۀ سیراکیوس پیشی بگیرند. در همین حال، اندی برنارد (اد هلمز) تصمیم می‌گیرد یک مشتری مهم را به عنوان یک «سرکش» به خدمت بگیرد و از این موفقیت خود به عنوان اهرمی در مقابل رابرت برای بازگشت خود به داندر میفلین استفاده کند.
«جنگ قلمرویی» نقدهای متفاوتی از منتقدان دریافت کرد و بسیاری از تصمیم سریال برای استفادۀ دوباره از عناصر داستانی فصل پنجم شرکت کاغذ مایکل اسکات انتقاد کردند. «جنگ قلمرویی» به طور حدودی توسط ۴٫۴۴ میلیون بیننده دیده شد و امتیاز ۲٫۳/۷ درصد را در میان بزرگسالان بین ۱۸ تا ۴۹ سال دریافت کرد. این قسمت در جدول زمانی خود در رتبه سوم قرار گرفت و همچنین بالاترین امتیاز سریال ان‌بی‌سی آن شب بود.